# 上佐切町
上佐切町（かみさぎりちょう）は、愛知県豊田市の地名。

## 地理

### 字一覧
- 大皿田（おおざらた）[WEB 6]
- 大堤（おすだめ）[WEB 6]
- 神原（かんばら）[WEB 6]
- 栗林（くりばやし）[WEB 6]
- 小日向（こひよも）[WEB 6]
- 坂（さか）[WEB 6]
- 境田（さかいだ）[WEB 6]
- 桜（さくら）[WEB 6]
- 皿田（さらた）[WEB 6]
- 三合田（さんごた）[WEB 6]
- ソンデ（そんで）[WEB 6]
- 滝下（たきした）[WEB 6]
- 鳶ケ瀬（とびがせ）[WEB 6]
- 中切（なかぎり）[WEB 6]
- 縄手（なわて）[WEB 6]
- 西ノ久後（にしのくご）[WEB 6]
- 西ノ谷下（にしのやげ）[WEB 6]
- 日影（ひかげ）[WEB 6]
- 引地下（ひきじした）[WEB 6]
- 日向（ひよも）[WEB 6]
- 深田（ふかだ）[WEB 6]
- 森腰（もりごし）[WEB 6]
- 谷下（やげ）[WEB 6]
- ユルギ岩（ゆるぎいわ）[WEB 6]

## 歴史

### 沿革
- 2005年（平成17年）4月1日 - 東加茂郡足助町上佐切が合併に伴い、豊田市上佐切町となる[WEB 7]。

### 人口の変遷
国勢調査による人口および世帯数の推移。
| 1995年（平成7年）  | 21世帯 97人 |  |
| 2000年（平成12年） | 21世帯 94人 |  |
| 2005年（平成17年） | 22世帯 92人 |  |
| 2010年（平成22年） | 24世帯 96人 |  |
| 2015年（平成27年） | 28世帯 93人 |  |
| 2020年（令和2年）  | 27世帯 84人 |  |

### WEB
1. 1 2  総務省統計局 (2022年2月10日). “令和2年国勢調査の調査結果(e-Stat) - 男女別人口，外国人人口及び世帯数－町丁・字等” (CSV). 2023年8月2日閲覧。
2. ↑  “愛知県豊田市の町丁・字一覧”.   人口統計ラボ. 2024年2月26日閲覧。
3. ↑  “読み仮名データの促音・拗音を小書きで表記するもの(zip形式) 愛知県” (zip).   日本郵便 (2024年2月29日). 2024年3月26日閲覧。
4. ↑  “市外局番の一覧” (PDF).   総務省 (2022年3月1日). 2022年3月22日閲覧。
5. ↑  “ナンバープレートについて”.   一般社団法人愛知県自動車会議所. 2024年1月21日閲覧。
6. 1 2 3 4 5 6 7 8 9 10 11 12 13 14 15 16 17 18 19 20 21 22 23 24  “愛知県豊田市上佐切町の住所一覧”.   ゼンリン. 2024年8月31日閲覧。
7. ↑  “愛知県豊田市の郵便番号一覧”.   日本郵便. 2024年2月29日閲覧。
8. ↑  総務省統計局 (2014年3月28日). “平成7年国勢調査の調査結果(e-Stat) - 男女別人口及び世帯数 －町丁・字等” (CSV). 2021年7月20日閲覧。
9. ↑  総務省統計局 (2014年5月30日). “平成12年国勢調査の調査結果(e-Stat) - 男女別人口及び世帯数 －町丁・字等” (CSV). 2021年7月20日閲覧。
10. ↑  総務省統計局 (2014年6月27日). “平成17年国勢調査の調査結果(e-Stat) - 男女別人口及び世帯数 －町丁・字等” (CSV). 2021年7月21日閲覧。
11. ↑  総務省統計局 (2012年1月20日). “平成22年国勢調査の調査結果(e-Stat) - 男女別人口及び世帯数 －町丁・字等” (CSV). 2021年7月21日閲覧。
12. ↑  総務省統計局 (2017年1月27日). “平成27年国勢調査の調査結果(e-Stat) - 男女別人口及び世帯数 －町丁・字等” (CSV). 2021年7月21日閲覧。